# Anania ochrofascialis
Anania ochrofascialis is een vlinder uit de familie grasmotten (Crambidae). De wetenschappelijke naam van deze soort is voor het eerst voorgesteld als Metasia ochrofascialis door Hugo Theodor Christoph in een publicatie uit 1882.
De soort komt voor in Rusland, Oekraïne, Turkije, Armenië, Azerbeidzjan, Iran, Kazachstan, Turkmenistan, Israël, de Verenigde Arabische Emiraten, Marokko, Tunesië, Egypte, Westelijke Sahara.